# Kościół Niepokalanego Poczęcia Najświętszej Maryi Panny w Bengħajsie (Birżebbuġa)
Kościół Niepokalanego Poczęcia Najświętszej Maryi Panny (malt. Il-knisja tal-Immakulata Kunċizzjoni, ang. Church of the Immaculate Conception of Our Lady) – rzymskokatolicki kościół leżący w miejscowości Bengħajsa w granicach Birżebbuġy na Malcie. Znajduje się na Misraħ Pietru Pawl Saydon przy Triq L-Immakulata Kunċizzjoni. Świątynia wchodzi w skład parafii w Birżebbuġy.

## Historia
Budowę pierwszego niewielkiego kościółka w tym miejscu rozpoczęto w 1822, jego fundatorem był ks. Giacomo (Ġakbu) Gauċi z Żurrieq, zaś wykonawcą mistrz Frenċ Callus. Po ukończeniu budowy biskup Ferdinando Mattei 22 października 1823 nadał fundatorowi ius patronatus. W 1993 spadkobiercy fundatora zrzekli się świeckiego patronatu i przekazali świątynię władzom kościelnym, które z kolei przekazały ją parafii Birżebbuġa.
W latach 1861–1862 budynek kościoła został przebudowany i powiększony przez ks. Ġużeppe Gauċiego, bratanka fundatora. Prace prowadzone były przez mistrza Ġużeppe Gallusa. Nowy kościół został 15 stycznia 1862 poświęcony przez arcybiskupa Gaetano Pace Forno.  
16 października 1953 arcybiskup Mikiel Gonzi zezwolił na przechowywanie Najświętszego Sakramentu w kościele.
W latach 80. XX wieku staraniem lokalnych mieszkańców kościółek został odremontowany.
Jednym z długoletnich rektorów kościoła był ks. Pietru Pawl Saydon (1895–1971), tłumacz Biblii z języków oryginalnych na język maltański. Jego imieniem został nazwany plac, przy którym stoi kościół.

## Architektura
Nie jest znany architekt istniejącego dziś kościoła. Został zbudowany z lokalnego wapienia globigerynowego. 

### Wygląd zewnętrzny
Kościół ma raczej prostą fasadę. Po jego bokach znajdują się dwa pilastry w stylu toskańskim, przykryte jedynie gzymsem, a nie pełnym belkowaniem. Pośrodku na gzymsie ustawiona jest elegancka dzwonnica typu bell-cot z niewielkim krzyżem na półkolistym zwieńczeniu. Na dzwonnicy zawieszony jest dzwon firmy Taylor z 1947, z wyrytym imieniem „Concetta”. Dzwonnica ta w 1948 zastąpiła starą; fundatorem jej oraz dzwonu był Michele Schembri.

Drzwi wejściowe umieszczone są centralnie w fasadzie, oflankowane są podobnie jak ta ostatnia, dwoma pilastrami w stylu toskańskim, tutaj podtrzymującymi belkowanie, na którym znajduje się podzielony trójkątny fronton; tuż nad nim umieszczone jest prostokątne okno w rzeźbionej ramie. W świetle okna żelazna krata z monogramem maryjnym. Okno to jest jedynym naturalnym źródłem światła w kościele. Po obu stronach drzwi dwa niskie okna, które w dawnych czasach umożliwiały wiernym nawiedzanie kościoła nawet wtedy, gdy był on zamknięty. Przed świątynią mały plac (zuntier) z balustradą.

### Wnętrze kościoła
Kościół wewnątrz ma kształt prostokąta ze sklepieniem beczkowym wspartym na pięciu łukach wznoszących się z wysokiego gzymsu na ścianach bocznych, podpartego pilastrami w miejscu styku z łukami. Przy ścianie naprzeciw wejścia znajduje się jeden kamienny ołtarz, na którym obraz tytularny nieznanego autora. Otacza go reredos wykonany z dwóch pilastrów w stylu toskańskim, które wspierają belkowanie z podzielonym trójkątnym frontonem, pośrodku którego umieszczone jest owalne okno. Po bokach ołtarza dwoje drzwi prowadzących do małej zakrystii. Nad nimi wiszą dwa obrazy: Matka Boska Bolesna oraz św. Józef. Na bocznych ścianach stacje Via Sagra.

## Świątynia dziś
Kościół ma swojego rektora, a mieszkający w pobliżu rolnicy zajmują się utrzymaniem świątyni.

## Ochrona dziedzictwa kulturowego
Od 27 września 2013 kościół jest umieszczony w National Inventory of the Cultural Property of the Maltese Islands pod numerem 1706.